# Млавсько-Ельбінзька операція
Млавсько-Ельбінзька операція здійснювалася радянськими військами у часі з 14 по 26 січня 1945 року під час нацистсько-радянської війни. Метою операції було відітнути групу армій «Центр», що оборонялася у Східній Пруссії — 2-га і частина 4-ї армії (командував генерал Г. Рейнхардт), від інших сил Вермахту та зайняти Ельбінг.

## Передумови
Підрозділи Другого Білоруського фронту — 3-тя, 48-ма, 49-та, 50-та, 65-та, 70-та армії, 2-га ударна, 1-й (генерал Михайло Панов) і 8-й гвардійські танкові корпуси (генерал Олексій Попов) на початок операції утримували 288-кілометровий рубіж Августовський канал — річки Бобр — Нарва, знаходилися плацдарми біля Августова, Ружан та Сероцька; повітряне прикриття здійснювала 4-та повітряна армія. Головний удар мав здійснюватися з Ружанського плацдарму 2-ю ударною, 3-тю, 5-ю гвардійською танковими арміями (генерал Михайло Соломатін) (загальне керівництво — генерал Василь Вольський) й 48-ю танковою бригадою на Марієнбург.
65-та та 70-та армії мали здійснювати удари Сероцького плацдарму у напрямі на північний захід, 49-та армія — на Мишинець, де знаходилися німецькі добре модернізовані польові укріплення та протитанкові загородження. У даному місці сильна інженерна оборона була німецькими силами підготована іще до початку 1941 року, тут знаходилися 3 оборонні полоси — по 2-4 доти на 1 кілометр, польові позиції були облаштовані від 3 до 5 траншеями; посилювали оборону старі фортеці — Ельбінг, Марієнбург, Млава, Модлін та Торунь. Особливості місцевості та посилена німецька оборона не давали можливості здійснити прорив на одній суцільній ділянці. Тому в плані операції було передбачено, що існуватиме розрив між ділянками наступу 5—21 кілометр, в зонах наступу було створено велику артилерійську насиченість — на 1 кілометр фронту від 180 до 300 гармат; постійно велася розвідка нацистських інженерних споруд.
За даними радянської розвідки, станом на 14 грудня 1944 року проти лівого крила Другого Білоруського фронту оборонялися німецькі піхотні 5-та (?), 7-ма, 14-та, 35-та, 102-га, 129-та, 211-та, 252-га, 292-га, 299-та, 542-га та танкові 3-тя (?), 3-тя «Тотенкопф» (?), 5-та «Вікінг», 6-та (?) дивізії.
На початок операції перевага радянських сил в людях складала приблизно 2,5:1, в танках та САУ — 4,5:1, авіації 4,7:1. Початком 1945 року Другий Білоруський фронт мав в своєму складі понад 880 000 чоловік, понад 11 000 гармат й мінометів, 2195 гармат і САУ, 1500 літаків. В резерві командувача фронту перебували 330-та та 369-та стрілецькі дивізії, 15-та, 27-ма й 35-та винищувально-протитанкова артилерійська і 33-тя окрема мінометна бригади.
Г. Гудеріан зазначав, що очікуваний радянський наступ орієнтовано — по даних німецької розвідки — мав початися 12 січня, при цьому німецька сторона оцінювала перевагу радянських сил у місці удару в авіації 20:1, артилерії 20:1, піхоті 11:1, танках 7:1.

## Хід бойових дій
14 січня 1945 року радянські війська переходять до наступу, о 10-й годині було проведено півторагодинну артилерійську підготовку; німецькі сили чинили спротив та здійснювали спроби контратак із застосуванням танків. До кінця першого дня наступу 2-га ударна, 48-ма, 65-та та 70-та армії зуміли лише вклинитися у нацистську оборону на 5—8 кілометрів, 3-тя армія — на 3-7 км.
Вранці наступного дня наступ поновлюється, проте німецькі сили до того часу перевели на ділянку радянського прориву підкріплення, у тому числі дивізію «Гроссдойчланд» та 7-му танкову. Радянські армії за допомогою танкових 1-го й 8-го гвардійських та 8-го механізованого корпусу до кінця 15-го — ранку 16 січня проривають головну лінію нацистської оборони, на залізничній станції Цешанув захоплено ешелон з 40 танками. У другій половині дня 16 січня покращується погода, що уможливило використання фронтової авіації, 2-га ударна та 65-та армії з боями займають Пултуськ; просування до кінця доби склало 10—25 кілометрів, було здійснено прорив усієї нацистської тактичної оборони, того ж дня завдяки поліпшенню погоди почалися активні дії радянської авіації — за добу було здійснено до 2500 літаковильотів.
17 січня до смуги прориву 48-ї армії вводиться 5-та гвардійська танкова армія, за добу танкісти здійснюють глибину прориву до 60 кілометрів та досягають Млавського укріпленого району, в напрямі на Алленштейн рушає 3-й гвардійський кавалерійський корпус генерала Миколи Осликовського. У перші дні наступу задля сприяння успішному наступу такової армії задіювалося до 85 % фронтової авіації. Радянською авіацією було здійснено концентрованих авіаударів по залізничних вузлах Алленштейн, Нейденбург та Ортельсбург. Оскільки головні зусилля авіації були зосереджені на правому крилі фронту, це дало змогу здійснити ефективну підтримку танкових сил та недопустити перегрупування німецьких частин.
Швидке просування радянських танкових підрозділів зірвало нацистські контрудари, котрі планувалися з районів Пшасниш та Цеханув. Продовжуючи наступ, радянські війська обходять Млавський укріплений район з півночі та півдня та до ранку 19 січня займають Млаву. До цього часу війська лівого крила фронту виходять на підступи до Плонська та займають Модлін, головні сили та резерви 2-ї німецької армії були ліквідовані. Вранці 19 січня за активної підтримки авіації частини центру та лівого крила фронту переходять до переслідування німецьких сил, глибоко охоплюючи правий фланг Східно-Прусського угрупування. Того ж дня 29-й танковий корпус (командував генерал Ксенофонт Малахов) вибивають нацистські частини із Зольдау та поблизу Найденбургу перетинають межі Східної Пруссії. 8-й механізований корпус генерала Олександра Фірсовича займає Ґрудуськ, 8-й гвардійський танковий корпус опанував Шренськ; 1-й гвардійський танковий корпус наступає з Сероцького плацдарму, обходить з півночі Сероцьк та рухається на Дробін.
10-й танковий корпус (генерал Михайло Сахно) у ніч з 19 на 20 січня починає наступ й за кілька годин штурмом займає Нейденбург, 21 січня — Танненберг, при цьому було звільнено кілька тисяч полонених з концтабору.
Того ж дня згідно з наказом командування підрозділи 3-ї, 48-ї, 5-ї ударної та 5-ї гвардійської танкової армій здійснюють перегрупування в напрямі на північ та північний схід задля перехоплення шляхів відходу Східно-Прусського угрупування.
22 січня під загрозою оточення нацистське керівництво відводить війська з району Мазурських озер на північний захід, 10-й танковий корпус у бою переймає контроль над Остероде та зав'язує бій за Морунген. 8-й та 29-й танкові корпуси вибивають нацистські сили з Дейч-Ейлау та Заальфельду, 8-й механізований корпус захоплює Фрайштадт, 1-й гвардійський танковий корпус — Штрасбурґ.
Уночі з 23-го на 24 січня 5-та гвардійська танкова армія продовжує наступ, 10-й танковий корпус переломлює нацистський опір біля Морунгена, та днем переймає контроль над Мюльгаузеном.
25 січня радянські рухомі з'єднання обходять зі сходу Ельбінг та виходять до затоки Фрізішес Гафф і перетинають головні сухопутні комунікації групи армій «Центр», 2-га ударна армія виходить до річок Вісла й Ногат та в кількох місцях відразу їх форсує, зайнявши плацдарми. Після цього відрізані німецькі сили могли комунікувати з військами, що діяли за Віслою, лише по косі Фріше Нерунг. 50-та армія з боями подолала район Мазурських озер, 70-та форсувала Віслу поблизу Бидгоща та частиною сил блокувала фортецю Торунь.
26 січня 8-й механізований корпус 2-ї ударної армії вривається до Марієнбурга. Сили лівого крила фронту до цього часу виходять до Вісли та близько Бромберга займають плацдарм на західному березі річки.

## Результати
В часі проведення операції були розбиті 2-га та частина 4-ї армії Вермахту — близько 15 дивізій, блоковане Східно-Прусське нацистське угрупування та захоплена частина Східної Пруссії — приблизно 14 000 км² і північної Польщі — до 20 000 км², захоплено плацдарм під Бромбергом, цим самим створено умови для наступу в східній Померанії.
Просування у північно-західному напрямі становило до 230 кілометрів.
Згідно з радянськими даними, втрати становили убитими 36 396 чоловік, пораненими — 123 094.